# إسماعيل كمالي
إسماعيل كمالي فؤاد  (1882 - 22 أبريل 1936) مؤرخ ليبي. ولد في بلدة الخمس على ساحل طرابلس بولاية طرابلس الغرب العثمانية. تعلم الإيطالية والتركية العثمانية. هاجر من طرابلس الإيطالية إلى إسطنبول سنة 1912، ثم رجع إليها سنة 1920، وتنقل في عدة مناصب إسلامية فيها، والتحق بالعمل بإدارة الأوقاف. قام بكتابة بحوث تاريخية، تناول فيها تاريخ ليبيا المعاصر وطرابلس الغرب العثمانية والإيطالية، وله بحوث تاريخية كثيرة، مخطوطة ومطبوعة باللغة الإيطالية، منها «سكان طرابلس الغرب». توفي في مسقط رأسه عن 52 عامًا. 

## سيرته
هو إسماعيل كمالي فؤاد الأرناؤوطي التركي. ولد سنة 1300 هـ/ 1882 م في بلدة الخمس على ساحل طرابلس بولاية طرابلس الغرب العثمانية لعائلة من أصل تركي، ونشأ بها. كان أصغر أخوية، محمد ونوري درسا بالمدارس الإيطالية بالخمس، فتعلم هو أيضًا الإيطالية، ولما احتلت إيطاليا طرابلس سنة 1911، هاجر إلى تركيا، ولما خضعت إيطاليا للصلح سنة 1919، عاد إلى وطنه سنة 1920. واختير سكرتيرًا في مفاوضات صلح بسواني بنيادم لتأسيس الجمهورية الطرابلسية لقوته في الإيطالية والتركية. ثم التحق بوظائف الحكومية، وعيّن مستشارًا، وتولى إدارة الأوقاف، وأصلح الكثير من إدارة شؤونها، وعني‌ بتحسين المدارس القرآنية، وشجع حفاظها على العناية بتحفيظ النشء، وجدد كثيرًا من مساجد طرابلس. 

واشتغل بالتاريخ، وكتب في تاريخ ليبيا المعاصر وتاريخ مستعمرة ليبيا الإيطالية وطرابلس الغرب العثمانية، وله بحوث تاريخية كثيرة. وأعان المستشرق الإيطالي أوتوري روسو وغيره، وكان له معهم مساهمات في البحث التاريخي.    
وصفه محمد  زكي مجاهد بأنه كان «.. محل تقدير مواطنيه المجاهدين ...وكان شعلة من الحركة في تؤده وإخلاص، يعمل في صمت ويدأب على العمل في حذر، لا يبوح بذات نفسه لأحد.» 

نظم مكتبة الأوقاف التي كانت نواتها قديمًا مكتبة مصطفى الخوجة. وكان عضوًا في مجلس بلدية طرابلس، وإدارة المدارس الإسلامية العليا.

توفي كمالي يوم 1 صفر  1355 / 22 أبريل  1936. وكان يشغل في أواخر أيامه مدير المدرسة الإسلامية العليا. 

وقد حرقت زوجته التركية مخطوطاته وأوراقه، ومسودات من أبحاثه، وكثيرًا من دراساته العلمية التاريخية. 

## مؤلفاته
- «سكان طرابلس الغرب»، 1935
- «تاريخ ليبيا»
- «تاريخ قبائل طرابلس»
- «تاريخ أسرة القرة مانلي»
- «وثائق عن نهاية العهد القرمانلي »
- «تاريخ مسائل الحدود للواء فزان»